# Ptolemaeus (krater)
För andra betydelser, se Ptolemaeus.
Ptolemaeus är en nedslagskrater på planeten Mars. Kratern är namngiven efter den grekiske astronomen och matematikern Klaudios Ptolemaios.
Kratern har en diameter på ungefär 165 km.